# ThinkPad 130
ThinkPad 130（シンクパッド -）は、IBMのノートパソコン、ThinkPadブランドの一シリーズ。派生モデルである i-Series 1200 についても記述する。

## 概要
ThinkPad 130 は、2000年から2001年にかけて発売された。それまではビジネスツールとして高価格を維持していたThinkPadの中で、低価格を前面に打ち出してきた初めてのモデルである。
A4サイズの2スピンドルノートPCで、フロッピーディスクドライブは省かれている。主にIntel Celeronプロセッサ、Intel 440MXチップセット、SMI LynxEM4+グラフィックが用いられ、バッテリーはリチウムイオン充電池ではなく、ニッケル水素充電池を採用するなど、仕様は一貫して低コスト重視となっていた。
最廉価モデルでは新発売時の価格が14万円を切っており、2000年当時のThinkPadとしては破格であったが、それゆえの低スペックによりすぐに陳腐化してしまった。2001年10月にThinkPad Rシリーズが後継として発売された。

## ラインナップ

### ThinkPad 130
- 1171-334/ 335/ 374/ 375 （2000年7月）

モバイルCeleronプロセッサ (500MHz)、12.1インチTFT液晶 (334/335)
モバイルCeleronプロセッサ (550MHz)、13.3インチTFT液晶 (374/375)
- 1171-51J/ 61J/ 71J/ 81J （2000年10月）

モバイルCeleronプロセッサ (550MHz)、12.1インチTFT液晶 (51J/61J)
モバイルCeleronプロセッサ (600MHz)、13.3インチTFT液晶 (71J/81J)
- 1171-7GJ （2001年4月）

13.3インチTFT液晶 (XGA)
Intel 440MXチップセット、モバイルCeleronプロセッサ (700MHz)

### i-Series 1200
- 1161-264 （2000年5月）

12.1インチTFT液晶 (SVGA)
Intel 440MX + ALi M1533 チップセット、モバイルCeleronプロセッサ (500MHz)
- 1161-234 （2000年6月）

13インチHPA液晶 (SVGA)
Intel 440MXチップセット、モバイルCeleronプロセッサ (500MHz)
- 1161-1EN （2000年8月）

12.1インチTFT液晶 (SVGA)
Intel 440MXチップセット、モバイルCeleronプロセッサ (500MHz)
- 1161-41J/ 71J （2000年9月）

12.1インチTFT液晶 (SVGA) - 41J
13.3インチTFT液晶 (XGA) - 71J
Intel 440MXチップセット、モバイルCeleronプロセッサ (41J = 550MHz, 71J = 600MHz)
- 1161-91J （2000年11月）

13.3インチTFT液晶 (XGA)
Intel 440MX + ALi M1533 チップセット、モバイルPentium IIIプロセッサ (650MHz)
- 1161-4JJ （2000年12月）

12.1インチTFT液晶 (SVGA)
Intel 440MXチップセット、モバイルCeleronプロセッサ (550MHz)
- 1161-42J/ 72J/ 92J （2001年1月）

Intel 440MXチップセット、モバイルCeleronプロセッサ (700MHz)/ モバイルPentium III 700MHz
- 1161-73J （2001年5月）

ALi1632 + ALi1535 チップセット、モバイルCeleronプロセッサ (750MHz)
Trident CyberBladeグラフィック